# Jan Nicolaas Bogtstra
Jan Nicolaas Bogtstra (1908 – 1 januari 1979) was een Nederlands politicus.
Hij was werkzaam bij de gemeentesecretarie van Voorst voor hij in augustus 1945 waarnemend burgemeester van Bathmen werd. Een jaar later volgde daar zijn benoeming tot burgemeester. In april 1960 werd Willem Enklaar, burgemeester van Holten, tevens waarnemend burgemeester van Bathmen omdat Bogtstra ernstig ziek was. Twee jaar later werd P.W. Bazen de burgemeester van Bathmen.
Bogtstra overleed begin 1979 op 70-jarige leeftijd.